# セルジオ・パット
セルジオ・パット（Sergio Padt、1990年6月6日 - ）は、オランダ・ハールレム出身のサッカー選手。PFCルドゴレツ・ラズグラド所属。ポジションはGK。

## クラブ経歴
2007年からオランダ屈指の名門アヤックスで育成され、2008年にプロ契約を結び、2009年にトップチームへと昇格した。
2010年1月、HFCハールレムへレンタルされた。
2010-11シーズン、エールステ・ディヴィジのゴー・アヘッド・イーグルスへシーズン終了までレンタルされた。シーズンを通してレギュラーの座を掴み、リーグ戦34試合に出場した。
2011年6月30日、KAAヘントへ2年契約で移籍した。
2014年6月24日、FCフローニンゲンへ移籍した。同クラブでは毎シーズンレギュラーとして活躍した。
2021年6月2日、PFCルドゴレツ・ラズグラドへ加入した。

## 代表経歴
2018年5月、スロバキア代表とイタリア代表を戦うオランダ代表に選出されたものの、出番はなかった。

## 獲得タイトル

### クラブ
フローニンゲン
- KNVBカップ : 1回 (2014-15)